# 唇齒球麗魚
唇齒球麗魚為輻鰭魚綱鱸形目隆頭魚亞目慈鯛科的其中一種，分布於非洲剛果河下游及烏班基河流域，體長可達22.6公分，棲息在底中層水域，以昆蟲幼蟲、植物碎屑、軟體動物等為食，生活習性不明。

## 擴展閱讀
維基物種上的相關：唇齒球麗魚